# Dialog (radioprogram)
Dialog, ursprungligen Dialog special och stundtals med underrubriken "någon att tala med" var ett radioprogram som sändes i Sveriges Radio P1 mellan maj 1983 och december 1992.
Programmet var ett telefonväkteri där tonåringar kunde ringa och prata om sina problem och tankar med Margareta Berggren, legitimerad psykolog.
Dialog ersattes i januari 1993 med inslag i P3-programmet Signal. 